# Jürgen Wiefel
Jürgen Wiefel, född 10 mars 1952 i Leipzig, är en före detta östtysk sportskytt.
Wiefel blev olympisk silvermedaljör i snabbpistol vid sommarspelen 1976 i Montréal.